# Vårdnäs socken
Vårdnäs socken i Östergötland ingick i  Kinda härad, ingår sedan 1971 i Linköpings kommun och motsvarar från 2016 Vårdnäs distrikt.
Socknens areal är 117,79 kvadratkilometer varav 98,87 land. År 2000 fanns här 1 836 invånare. Tätorterna Brokind med Brokinds slott och Bestorp samt kyrkbyn Vårdnäs med Vårdnäs kyrka ligger i socknen. 

## Administrativ historik
Vårdnäs socken har medeltida ursprung. 
Vid kommunreformen 1862 övergick socknens ansvar för de kyrkliga frågorna till Vårdnäs församling och för de borgerliga frågorna till Vårdnäs landskommun. Landskommunen utökades 1952 och uppgick 1971 i Linköpings kommun.
1 januari 2016 inrättades distriktet Vårdnäs, med samma omfattning som församlingen hade 1999/2000.  
Socknen har tillhört samma fögderier och domsagor som Kinda härad.  De indelta soldaterna tillhörde   Första livgrenadjärregementet, Kinds kompani och Andra livgrenadjärregementet, Vifolka kompani.

## Geografi
Vårdnäs socken ligger söder om Linköping kring Stångån och Kinda kanal och norra delen av Järnlunden och södra delen av Stora Rängen. Socknen är en småkuperad dalgångsbygd med bergs- och skogsbygd i sydost och nordväst.
I kyrkans närhet finns Stiftsgården Vårdnäs som ägs och drivs av Linköpings stift.

## Fornlämningar
Kända från socknen är stensättningar från bronsåldern samt nio gravfält och två fornborgar från järnåldern.

## Namnet
Namnet (1320 Wardhanes) kommer från prästgården. Förledet innehåller troligen vardher, 'vakt(hållning)' syftande på en vårdkaseplats på den höjd där kyrkan nu ligger. Efterleden -näs syftar på det näs i Rängen där prästgården ligger.

## Personer från Vårdnäs socken
- Moa Martinsson

### Fotnoter
1. 1 2  Svensk Uppslagsbok Vårdnäs socken
2. 1 2  Harlén, Hans; Harlén Eivy (2003). Sverige från A till Ö: geografisk-historisk uppslagsbok. Stockholm: Kommentus. Libris 9337075. ISBN 91-7345-139-8
3. ↑  Administrativ historik för Vårdnäs socken (Klicka på församlingsposten). Källa: Nationella arkivdatabasen, Riksarkivet.
4. 1 2  Sjögren, Otto (1931). Sverige geografisk beskrivning del 2 Östergötlands, Jönköpings, Kronobergs, Kalmar och Gotlands län. Stockholm: Wahlström & Widstrand. Libris 9939
5. 1 2  Nationalencyklopedin
6. ↑  Fornlämningar, Statens historiska museum: Vårdnäs socken
7. ↑  Fornminnesregistret, Riksantikvarieämbetet: Vårdnäs socken Fornminnen i socknen erhålls på kartan genom att skriva in sockennamn (utan "socken") i "Ange geografiskt område"
8. ↑  ”Vårdnäs socken”. www.vardnas.net. http://www.vardnas.net/. Läst 6 januari 2022.
9. ↑  Mats Wahlberg, red (2003). Svenskt ortnamnslexikon. Uppsala: Institutet för språk och folkminnen. Libris 8998039. ISBN 91-7229-020-X. https://isof.diva-portal.org/smash/get/diva2:1175717/FULLTEXT02.pdf